# 米科拉伊夫卡 (巴什坦卡區)
47°45′0″N 32°50′46″E / 47.75000°N 32.84611°E
米科拉伊夫卡（烏克蘭語：Миколаївка），是烏克蘭的村落，位於該國南部尼古拉耶夫州，由巴什坦卡區的卡贊卡市鎮負責管轄，始建於1840年，面積4.79平方公里，海拔高度71米，2001年人口1,264，人口密度每平方公里263.9人。